# Skibelag
Der Skibelag ist eine Beschichtung für die Lauffläche von Skiern und Snowboards. Dabei werden unterschiedliche Materialien eingesetzt. Heutzutage werden gesinterte ultrahochmolekulargewichtige Polyethylene oder normale extrudierte Polyethylene verwendet. Skibeläge sollen elastisch sein, zugleich aber eine größtmögliche mechanische Verschleißfestigkeit bieten und ausgezeichnete Gleiteigenschaften aufweisen.
Extrudierte Beläge sind unkomplizierte Beläge, da sie auch mit wenig oder keinem Wachs gut über den Schnee gleiten. Sie nehmen wenig Wachs auf, da die Struktur des Belags sehr dicht ist.
Einige gesinterte Beläge dagegen sind sehr schnelle Beläge, die eine höhere Wachsaufnahme haben und dadurch beim Gleiten mehr Wachs abgeben können. Die Gleitreibung wird vermindert und hohe Geschwindigkeiten können erreicht werden. Für Topskis werden gesinterte Beläge verwendet, in die feinste Silikatpartikel eingearbeitet sind. Die Feinheit dieser Partikel und die homogene Verteilung im Belag ergeben ein verbessertes Verschleiß- und Gleitverhalten. Durch Wachsen des Belags wird auch das Vergrauen (Oxidieren) unterbunden. Wenn minimaler Gleitwiderstand erwünscht ist, muss der Skibelag regelmäßig neu gewachst werden.